# Caenohalictus cyanopygus
Caenohalictus cyanopygus är en biart som beskrevs av Rojas och Toro 2000. Caenohalictus cyanopygus ingår i släktet Caenohalictus och familjen vägbin. Inga underarter finns listade.